# Савілл Тауншип (округ Перрі, Пенсільванія)
Савілл Тауншип (англ. Saville Township) — селище (англ. township) в США, в окрузі Перрі штату Пенсільванія. Населення — 2597 осіб (2020).

## Демографія
Згідно з переписом 2010 року, у селищі мешкали 2502 особи в 882 домогосподарствах у складі 702 родин. Було 1123 помешкання
Расовий склад населення:
| - 97,6 % — білих - 0,6 % — азіатів - 0,2 % — корінних американців |

До двох чи більше рас належало 1,1 %. Частка іспаномовних становила 0,5 % від усіх жителів.
За віковим діапазоном населення розподілялося таким чином: 28,7 % — особи молодші 18 років, 60,1 % — особи у віці 18—64 років, 11,2 % — особи у віці 65 років та старші. Медіана віку мешканця становила 37,5 року. На 100 осіб жіночої статі у селищі припадало 105,6 чоловіків;  на 100 жінок у віці від 18 років та старших — 104,0 чоловіків також старших 18 років.
Середній дохід на одне домашнє господарство  становив 77 697 доларів США (медіана — 62 534), а середній дохід на одну сім'ю — 87 192 долари (медіана — 71 250). Медіана доходів становила 46 029 доларів для чоловіків та 38 875 доларів для жінок. За межею бідності перебувало 7,3 % осіб, у тому числі 7,3 % дітей у віці до 18 років та 9,8 % осіб у віці 65 років та старших.
Цивільне працевлаштоване населення становило 1134 особи. Основні галузі зайнятості: освіта, охорона здоров'я та соціальна допомога — 17,7 %, будівництво — 16,1 %, транспорт — 13,3 %, роздрібна торгівля — 12,5 %.